# Eretmapodites pauliani
Eretmapodites pauliani är en tvåvingeart som beskrevs av Alexis Grjebine 1950. Eretmapodites pauliani ingår i släktet Eretmapodites och familjen stickmyggor.
Artens utbredningsområde är Elfenbenskusten. Inga underarter finns listade i Catalogue of Life.